# 分銷主機
分銷主機 （Reseller Web Hosting）是虛擬主機的一種，用戶購買分銷主機之後，可以根據自己的需求制定不同的硬盤空間、流量、域名數等，然後賣給虛擬主機用戶。

## 工作稳定性
在互联网上赚钱的人中认为，如果托管是由母公司提供的，那么您不需要具备特殊知识就可以成为经销商。托管供应商通常还提供许多附加服务，例如域注册、网页设计、防御 DDoS 攻击、脚本编程。
经销商与"父母"托管商不同，通常与客户关系相当密切。经销商知道客户的问题，可以建议或提醒的东西，了解客户的处境。
由于托管转售组织系统的简单性，以这种方式提供的服务可能质量不够，因为转售公司通常对客户没有任何法律或声誉义务，可见这可能会导致其出售给另一个市场参与者，甚至关闭。

## 优势
- 主機商不需要掌握各種伺服器知識，無需自己維護伺服器硬件和軟件。
- 無需投入過多即可做主機商，為前期創業提供極大幫助。

分銷商可以通過一些api接口來實現自動開通主機
常用的財務面板有：
- WHMCS
- HostBill

常見的分銷主機控制面板
- CPanel
- Plesk
- DirectAdmin
- Webmin
- H-sphere